# Bickel
Bickel ist ein deutscher Familienname.

## Namensträger

### A
- Adolf Bickel (1875–1946), deutscher Arzt und Physiologe
- Alexander Mordecai Bickel (1924–1974), US-amerikanischer Rechtsgelehrter
- Alexander Bickel (Filmproduzent) (* 1969), deutscher Filmproduzent
- Alfred Bickel (1918–1999), Schweizer Fußballspieler und -trainer

### B
- Balthasar Bickel (* 1965), Schweizer Sprachwissenschaftler
- Bernd Bickel (* 1982), österreichischer Informatiker

### C
- Christian Bickel (* 1991), deutscher Fußballspieler
- Christine Bickel (* 1961), Schweizer Politikerin (SP)
- Conrad Bickel (1459–1508), deutscher Humanist und Dichter, siehe Conrad Celtis
- Cornelius Bickel (* 1945), deutscher Soziologe

### D
- Dietrich Bickel (1932–2020), deutscher Rechtswissenschaftler

### E
- Elvira Bickel (1930–2025), deutsche Politikerin
- Erich Bickel (1895–1963), Schweizer Ingenieur
- Ernst Bickel (1876–1961), deutscher Philologe

### F
- Fredy Bickel (* 1965), Schweizer Sportfunktionär
- Felix Bickel (* 1996), deutscher Fußballschiedsrichter

### G
- Georg Bickel (Maler) (1862–1924), deutscher Pfarrer und Maler
- Georg Bickel (Politiker) (1868–1940), deutscher Politiker, MdL Hessen
- Georg Bickel (Radsportler) (* 1966), deutscher Radsportler

### H
- Hans Bickel (Bankmanager) (1907–1983), deutscher Jurist und Bankmanager
- Hans Bickel (Gartenbauingenieur), deutscher Gartenbauingenieur
- Hans Bickel (Leichtathlet) (* 1942), deutscher Hürdensprinter
- Hans Bickel (Linguist) (* 1957), Schweizer Germanist, Sprachwissenschaftler und Hochschullehrer
- Hans Bickel (Redaktor) (1884–1961), Schweizer Redakteur, Herausgeber und Politiker (KP, SP, PdA)
- Hans Bickel (Zoologe) (1925–1996), Schweizer Zoologe
- Harald Bickel (* 1966), deutscher Grafiker und Fotograf
- Heribert Bickel (1927–2010), deutscher Jurist und Politiker (CDU)
- Horst Bickel (1918–2000), deutscher Kinderarzt

### J
- Johann Daniel Karl Bickel (1737–1809), deutscher Kirchenlieddichter

### K
- Karl Bickel (General, 1848) (1848–1922), preußischer Generalmajor
- Karl Bickel (Künstler), (1886–1982), Schweizer Künstler
- Karl Bickel (General, 1891) (1891–1969), deutscher Generalmajor

### L
- Lothar Bickel (1902–1951), Arzt und Autor philosophischer Schriften

### M
- Marcel H. Bickel (1927–2017), Schweizer Biochemiker, Pharmakologe und Medizinhistoriker
- Margot Bickel (* 1958), deutsche Lyrikerin
- Markus Bickel (* 1971), deutscher Journalist und Autor
- Martin Bickel (1938–2003), Schweizer Art-brut-Künstler
- Michael Bickel (* 1937), deutscher Journalist
- Moidele Bickel (1937–2016), deutsche Kostümbildnerin

### O
- Otto Bickel (1913–2003), deutscher Familien- und Heimatforscher

### P
- Peter J. Bickel (* 1940), US-amerikanischer Statistiker
- Pfarrer Bickel, Geistlicher und Alpinist des 17. Jahrhunderts
- Philipp Bickel (1829–1914), deutscher Publizist, Schriftsteller und Theologe

### R
- Rudolf Bickel (1902; † im 20. Jahrhundert), deutscher Landrat

### S
- Samanta Bickel (* 1990), Schweizer Unihockeyspielerin, siehe Samanta Stiefel
- Stu Bickel (* 1986), US-amerikanischer Eishockeyspieler
- Susanne Bickel (* 1960), Schweizer Ägyptologin

### T
- Theodor Bickel (1837–1903), deutscher Stickereifabrikant
- Therese Bickel (1941–1999), Schweizer Art-brut-Zeichnerin
- Thomas Bickel (* 1963), Schweizer Fußballspieler

### W
- Walter Bickel (1888–1982), deutscher Autor und Übersetzer
- Wilhelm Bickel (1903–1977), schweizerisch-britischer Historiker, Sozialwissenschaftler, Finanzwissenschaftler und Hochschullehrer
- Willy Bickel (1908–1996), deutscher Heimatforscher
- Wolf Bickel (* 1942), deutscher Astronom
- Wolfhard Bickel (* 1950), deutscher Musikpädagoge, Autor und Dirigent